# 福港高速动车组列车

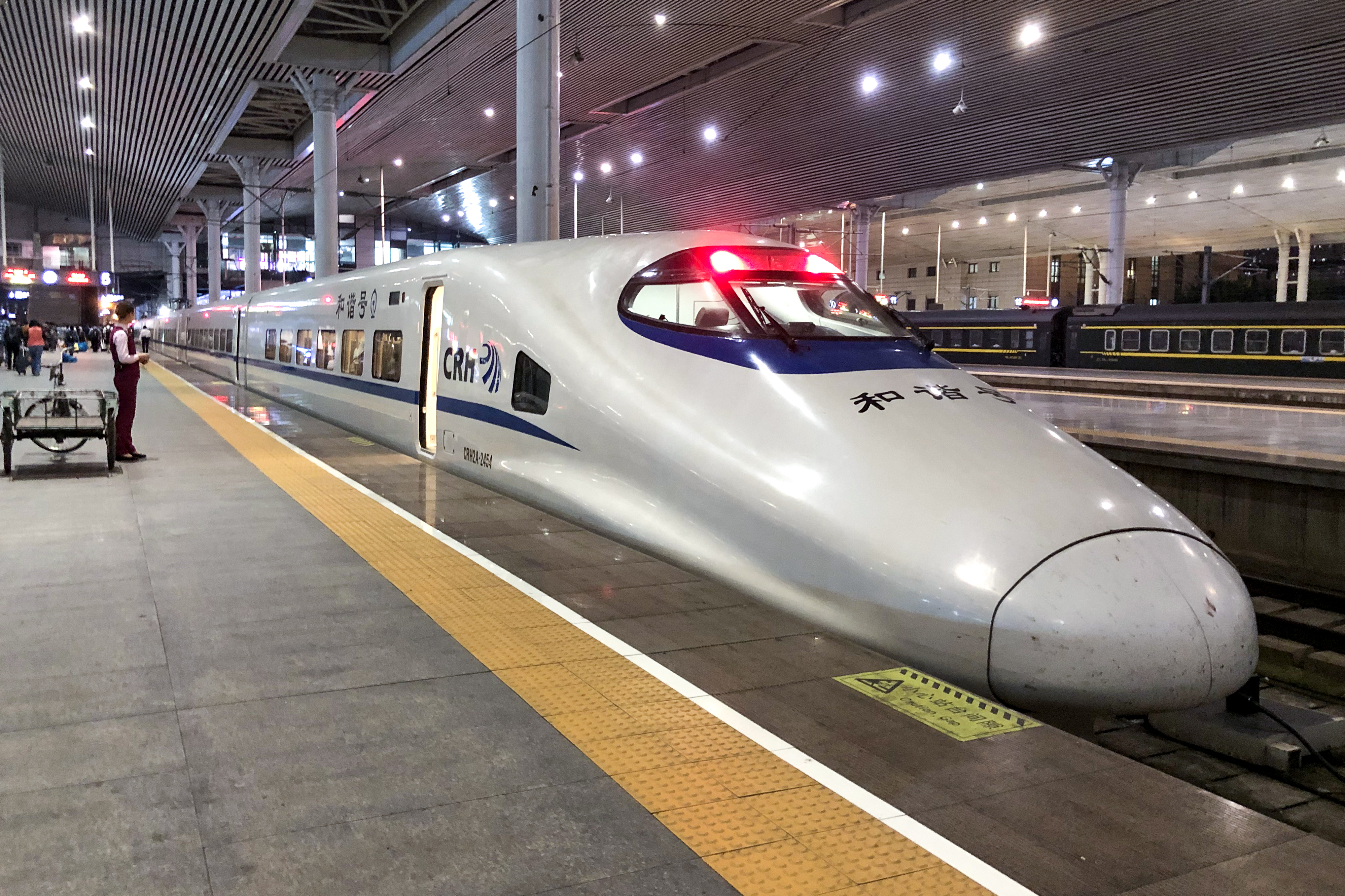
G3002次列车终到福州站5站台

福港高速动车组列车是中国铁路所运营的一条客运路线，往来福建省福州市福州站及香港特別行政區香港西九龍站。
随着2023年福厦客运专线（甬广高速铁路福漳段）开通运行，G3001/2次列车是杭深铁路福厦段當时唯一开行的G字头高速动车组列车。而2024年10月1日，另外一趟的从原先D907/908次升级G字头动卧高铁，为G899/900次，此对列车已不是唯一一对途经杭深线福厦段的高速动车组。

## 历史
- 2018年9月23日，因应广深港客运专线香港段開通，「福港高速动车组」启行，原福州至深圳北间的D151/2次列车，由深圳北站延伸至香港西九龙站终到。自此每天从福州站及香港西九龍站各发出一趟列车。[2][3]
- 2019年7月10日，因鐵路調整運行圖而調整班次，香港西九龍站終到時間提早，始發時間延遲，內地段班次維持不變。
- 2020年1月30日起因香港西九龙站管制站受2019冠状病毒病疫情的影响而关闭，列车停运[4]，已購票乘客可獲無條件退款[5]。
- 2023年4月1日起恢复营运。
- 2025年7月1日，配合鐵路調整運行圖，G3002次列車增停福田站。

## 首發列車
中國鐵路總公司與港鐵公司於2018年9月10日起開售經廣深港高速鐵路香港段往來香港西九龍站之車票，而2018年9月23日早上8時25分由福州開出往香港西九龍之列車為該路線的首發列車，有乘客專程到福州站購買車票。據報章報導，首發車次於開售後至當日中午，由福州出發往香港方向的一等座車票已售罄，只餘下少量之二等座車票，廈門北站前往香港方向之車票則已全部售罄，而2018年10月1日中國國慶日由福州出發往香港方向的所有車票亦於開售當日售罄。
因應列車開通，南昌局集团福州客运段亦於2018年9月10日上午首次舉行「进港高铁列车人员服务礼仪培训班」，據列车长李晓若表示，福州、厦门进港高铁列车共配备60名乘务人员，而担当进港列车乘务员，除了业务素质过硬，形象良好之外，还必须具备大专或以上学历，英语口语较好，并且能妥善处理各类突发事件。此外，福州广播电视台亦聯同旅行社組織以「坐高铁进香港」為主題的五天旅行團，帶領電台聽眾乘坐高鐵到香港、澳門及珠海遊覽。

## 運營
福港高速动车组列车使用配属南昌局集团福州南动车运用所的CRH1A-A，重联运行。

## 外部連結
- 香港高速鐵路長途列車行車時間表 （页面存档备份，存于）（包含G3001、G3002）